# Крутоярка (Березанский район)
Крутоярка (укр. Крутоярка) — посёлок в Березанском районе Николаевской области Украины.
Население по переписи 2001 года составляло 127 человек. Почтовый индекс — 57434. Телефонный код — 5153. Занимает площадь 2,893 км².

## История
В 1946 году указом ПВС УССР посёлок пятого отеделения Тилигуло-Березанского зерносовхоза переименован в Крутояровку.

## Местный совет
57434, Николаевская обл., Березанский р-н, с. Краснополье, ул. Школьная, 1